# Eudromiella partita
Eudromiella partita är en kackerlacksart som först beskrevs av Walker, F. 1868.  Eudromiella partita ingår i släktet Eudromiella och familjen småkackerlackor. Inga underarter finns listade i Catalogue of Life.